# Nahomi Kawasumi
Pour les articles homonymes, voir Kawasumi.

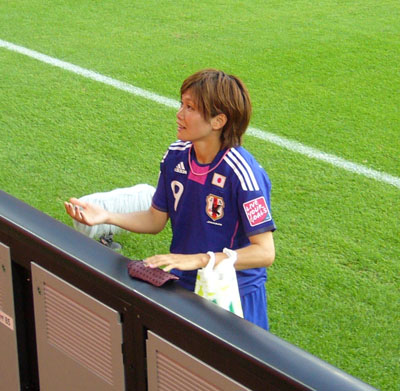
Nahomi Kawasumi le 5 juillet 2011 à Augsbourg pour le match de Coupe du monde de football féminin 2011 Angleterre-Japon

Nahomi Kawasumi (川澄奈穂美, Kawasumi Nahomi), née le 23 septembre 1985 à Yamato (Kanagawa), est une joueuse japonaise de football évoluant au poste de milieu de terrain.

## Biographie

### Carrière en club
Depuis 2008, elle évolue en club à l'INAC Leonessa.

### Carrière internationale
Nahomi Kawasumi participe à la Coupe du monde de football féminin 2011 et marque deux buts lors de la demi-finale contre la  Suède.

## Palmarès

### En club
- Vainqueur du Championnat du Japon de football féminin en 2011 avec l'INAC Leonessa[2]

### En sélection nationale
- Vainqueur de la Coupe du monde de football féminin 2011
- Médaille d'argent aux Jeux olympiques d'été de 2012